# Sibylla pretiosa
Sibylla pretiosa са вид насекоми от семейство Mantidae. Те са богомолки с характерни форма и цвят на крилата, силно наподобяващи лист на растение. Разпространени са в южните части на Африка.